# Tiszaroffi árapasztó tározó
A tiszaroffi árapasztó tározó egy 2009-ben átadott magyarországi árvízvédelmi létesítmény, a Jász-Nagykun-Szolnok vármegyei Tiszaroff, Tiszagyenda és Tiszabő közigazgatási területén. Létesítésének célja a nevének megfelelően az volt, hogy a Tisza kiemelkedően nagy vízhozammal jelentkező, extrém árvizei esetén a káros víztöbbletet szabályozott körülmények közé lehessen elvezetni, jelentősen csökkentve ezzel a folyó menti települések, mezőgazdasági és ipari területek árvízi veszélyeztetettségét.

## Előzmények
Magyarország az 1990-es évek vége óta többször szenvedett el nagy intenzitású árhullámokat, elsősorban – de nem kizárólag – a Tiszán és annak nagyobb mellékfolyóin. Csak az 1998–2001 közti négy évben négy rendkívüli árhullám vonult le a Tiszán, s ezek legmagasabb vízszintje esetenként akár egy méterrel is meghaladta az addig mért legmagasabb vízszintet. Az árvízi védekezés minden esetben komoly erőforrásokat emésztett fel, de az áradások még ennek ellenére is hatalmas károkat okoztak
A vízügyi szakembereknek a megoldási lehetőségeket keresve fel kellett ismerniük, hogy az árvízi védekezésnek a XX. század közepétől követett fő csapásiránya – a töltések magasítása – nem követhető tovább, többek között azért sem, mert a töltések magasságának folyamatos növelése az összes, a folyót keresztező műtárgy, híd átépítését vonná maga után, extrém módon megnövelve a beruházási költségeket. A 2000-es évektől kidolgozott új árvízvédelmi koncepció ezért – több szempontot is figyelembe véve – árapasztó tározók létesítését tűzte ki célul, a folyó mentén minél több, arra alkalmas területen, mivel ezek révén egy-egy extrém árvíz esetén a káros víztöbbletet szabályozott körülmények közé lehet terelni és ott tárolni az árhullám levonulásáig. Emellett az árapasztó tározók az érintett, jellemzően kedvezőtlen adottságokkal rendelkező területek vízgazdálkodási nehézségein is segíteni tudnak.
Topográfiai és más szempontok figyelembevételével mintegy tizennégy olyan helyszínt jelöltek ki, ahol ilyen tározó létesítése célszerű és megoldható; ezek közül is első ütemben hat tározó megvalósítását tűzték ki célul. Ezek: a Cigánd–Tiszakarádi, a Szamos–Kraszna-közi, a Hanyi–Tiszasülyi, a Nagykunsági, a Tiszaroffi és a Beregi.
A program első elemeként a Cigánd–Tiszakarádi árapasztó tározó 2008 őszére el is készült, átadására 2008. november 14-én került sor. A létesítmény négy bodrogközi település, Cigánd, Nagyrozvágy, Pácin és Ricse között helyezkedik el, mintegy 25 négyzetkilométernyi alapterületen, vízrendszerével érintve Tiszacsermely és Tiszakarád területét is. Füvesített földmű töltései átlagosan 4 és fél méter magasak, koronájuk 5 méter széles, teljes hosszuk 23,8 km. Teljes feltöltöttsége esetén a tározó csaknem 94 millió köbméter vizet képes elraktározni.

## A tiszaroffi tározó
A Tiszaroff, Tiszagyenda és Tiszabő határában kialakított tározó a fentebb írt árvízvédelmi program második elemeként készült el, 2009 júliusára. Területe 22,8 négyzetkilométer, amit a Tisza felől 8,84 kilométer hosszban a meglévő tiszai árvízvédelmi főmű, a mentett oldal felől pedig 23,1 kilométernyi új építésű töltés határol. Befogadó képessége mintegy 97 millió köbméter, ami által – a vízbeeresztés szelvényében – egymaga 16 centiméterrel képes csökkenteni az árhullám szintjét. A töltések itt is füvesített földművekként épültek meg, 1,6 millió köbméternyi, helyben kitermelt anyagból, átlagosan 4,5 méter magasságban, 5 méteres koronaszélességgel, amelyen 14 kilométer hosszban 3 méter széles, kerékpárútnak is alkalmas, szilárd burkolatú üzemi utat építettek ki. A töltések koronaszintje megegyezik az árvízvédelmi töltések magasságával, így a túltöltés veszélye nem áll fent. Ennek ellenére a mentett oldal nagy részén vízelvezető árkot is kialakítottak, az esetlegesen elszivárgó víz elvezetésére.
A vízszintmagasságot be- és leeresztő műtárgyak képesek szabályozni, ilyen műtárgy a tározó északi és déli részén is épült. Közülük a déli műtárgy inkább csak leürítésre alkalmas, az északit viszont a különböző vízszinteknek megfelelően egyaránt igénybe lehet venni a káros vízmennyiség bevezetésére és leeresztésére is. A víz be- és kivezetése mindkét műtárgynál 3 darab, 8 méter széles nyíláson át történik, amiket kiemelhető szegmenstáblák zárnak le a Tisza felőli oldalon. Mozgatásukat, nyitásukat, illetve zárásukat elektromos motorok végzik, nagy teljesítményű zsilipjeik pedig biztosítják azt, hogy a folyó vizét bármilyen nyomás alatt be lehessen zárni. A műtárgy körüli szivárgások meggátlására a földfelszín alatt résfalak, a terepszint felett pedig szivárgásgátló vasbeton falak készültek. A beruházás kivitelezését az Alterra Hídépítő Konzorcium végezte, mintegy 7,6 milliárd forintnyi, kizárólag hazai forrásból.
A tározó területének 90%-a árvízmentes időszakban döntően szántóföldi művelés alatt áll, a gyepek aránya 7%, szétaprózott kis foltokban; az erdők aránya 2-3%, a vizes élőhelyek aránya pedig kevesebb mint 1%; országos jelentőségű védett természeti terület nem található itt. Teljes elárasztására a szakemberek számításai szerint csak ritkán, 30-40 évente kerülhet majd sor; feltöltéséhez ilyenkor 10-12 nap szükséges, leürítése pedig 15-20 nap alatt oldható meg.

### Kártalanítás
A tározó területén földterülettel rendelkező tulajdonosok különböző arányú kártalanításban részesültek. A gátakhoz szükséges földsávok teljes területét az állam kisajátította, majd a kisajátított földeket a szükséges értékbecslést követően méltányos, esetenként a becsértéknél magasabb áron megvásárolta. Azok, akik a tározó belső területén rendelkeztek földtulajdonnal, egyszeri, nagyobb összegű kártalanítást kaptak, továbbá az ott ténylegesen gazdálkodást folytatók állami ígérvényt arra is, hogy területeik elárasztása esetén minden alkalommal teljes körű kártérítésben részesülnek, a kieső termények értékének erejéig.

### Igénybevétele
A  tározót már rögtön az átadását követő évben használatba kellett venni, mert a 2010. évi árvízhelyzet ezt indokolttá tette. Az árvízviszonyoknak megfelelően a tározót 2010. június 10-én nyitották meg, és mintegy 60%-os szintig töltötték fel. A tározó debütálása eredményesnek bizonyult, mert „megfogta” a rendkívüli árhullámmal a térségbe érkező zöldárt.

## Régészeti érdekességek
A tározó területén, a kivitelezési munkálatok megkezdése előtt régészeti kutatások és ásatások is zajlottak, 2006 tavaszától, a szolnoki Damjanich János Múzeum és a Magyar Nemzeti Múzeum közös szakmai irányítása mellett. [A munka elvben már 2005-ben megkezdődhetett volna, de az akkori munkakezdést a megyei múzeum létszámhiánya, illetve többféle bürokratikus akadály is gátolta.] A régészek összesen 17 lelőhelyen végeztek feltárásokat, jellemzően az új építésű töltés nyomvonalán. Ezek eredményeként több ezer éves, népvándorláskori, gepida, szarmata és avar kori települések nyomai is előkerültek.
A kiemelkedő értékű eredmények között szerepelt egy avar szolgálatban álló gepida nemzetségfő sírjának felfedezése és feltárása, a régi Tisza egyik holtágának medrében, Tiszagyenda határában, továbbá egy egyedülálló jellegű temetkezés felderítése Tiszabő mellett, ahol csonkolt, illetve feldarabolva eltemetett holttestek maradványait temették el. Jelentős eredménye a tározó építését megelőző régészeti feltárásnak egy 64 darabból álló, értékes éremlelet, melynek érmeit nyilvánvalóan a török hódoltság korában rejtették el. A kincslelet II. Ferdinánd magyar király és német-római császár korából származó 63 ezüsttallérból és egy aranydukátból állt.
A régészeti munka eredményei még a kivitelezést is befolyásolták, mivel a töltés tervezett nyomvonalában egy középkori település, Lakfalu maradványai is előkerültek, ezért az a döntés született, hogy a töltés vonalvezetését ezen a szakaszon módosítani kell; a nyomvonal-korrekcióra még 2006-ban sor is került.